# Ophionereis degeneri
Ophionereis degeneri är en ormstjärneart som beskrevs av A.H. Clark 1949. Ophionereis degeneri ingår i släktet Ophionereis och familjen Ophionereididae.
Artens utbredningsområde är Madagaskar. Inga underarter finns listade i Catalogue of Life.